# Albo d'oro del campionato russo di calcio
La pagina elenca le squadre vincitrici del massimo livello del campionato russo di calcio, istituito per la prima volta nel 1992 dopo la dissoluzione dell'Unione Sovietica.

## Albo d'oro

### Vysšaja Liga (1992-1997)
| Anno | Vincitore                   | Secondo posto       | Terzo posto     | Capocannoniere                          |
| ---- | --------------------------- | ------------------- | --------------- | --------------------------------------- |
| 1992 | Spartak Mosca               | Spartak Vladikavkaz | Dinamo Mosca    | Jurij Matveev (Uralmaš, 20 gol)         |
| 1993 | Spartak Mosca (2)           | Rotor               | Dinamo Mosca    | Viktor Pančenko (KAMAZ, 21 gol)         |
| 1994 | Spartak Mosca (3)           | Dinamo Mosca        | Lokomotiv Mosca | Igor' Simutenkov (Dinamo Mosca, 21 gol) |
| 1995 | Spartak-Alanija Vladikavkaz | Lokomotiv Mosca     | Spartak Mosca   | Oleg Veretennikov (Rotor, 25 gol)       |
| 1996 | Spartak Mosca (4)           | Alanija Vladikavkaz | Rotor           | Aleksandr Maslov (Rostsel'maš, 23 gol)  |
| 1997 | Spartak Mosca (5)           | Rotor               | Dinamo Mosca    | Oleg Veretennikov (Rotor, 22 gol)       |

### Vysšaja Divizion (1998-2001)
| Anno | Vincitore         | Secondo posto   | Terzo posto           | Capocannoniere                                   |
| ---- | ----------------- | --------------- | --------------------- | ------------------------------------------------ |
| 1998 | Spartak Mosca (6) | CSKA Mosca      | Lokomotiv Mosca       | Oleg Veretennikov (Rotor, 21 gol)                |
| 1999 | Spartak Mosca (7) | Lokomotiv Mosca | CSKA Mosca            | Giorgi Demet'radze (Alanija Vladikavkaz, 21 gol) |
| 2000 | Spartak Mosca (8) | Lokomotiv Mosca | Torpedo Mosca         | Dmitrij Los'kov (Lokomotiv Mosca, 15 gol)        |
| 2001 | Spartak Mosca (9) | Lokomotiv Mosca | Zenit San Pietroburgo | Dmitrij Vjaz'mikin (Torpedo Mosca, 18 gol)       |

### Prem'er-Liga (2002-attuale)
| Anno      | Vincitore                  | Secondo posto         | Terzo posto            | Capocannoniere                                                     |
| --------- | -------------------------- | --------------------- | ---------------------- | ------------------------------------------------------------------ |
| 2002      | Lokomotiv Mosca            | CSKA Mosca            | Spartak Mosca          | Rolan Gusev (CSKA Mosca) Dmitrij Kiričenko (CSKA Mosca) (15 gol)   |
| 2003      | CSKA Mosca                 | Zenit San Pietroburgo | Rubin                  | Dmitrij Los'kov (Lokomotiv Mosca, 14 gol)                          |
| 2004      | Lokomotiv Mosca (2)        | CSKA Mosca            | Kryl'ja Sovetov Samara | Aleksandr Keržakov (Zenit San Pietroburgo, 18 gol)                 |
| 2005      | CSKA Mosca (2)             | Spartak Mosca         | Lokomotiv Mosca        | Dmitrij Kiričenko (FK Mosca, 14 gol)                               |
| 2006      | CSKA Mosca (3)             | Spartak Mosca         | Lokomotiv Mosca        | Roman Pavljučenko (Spartak Mosca, 18 gol)                          |
| 2007      | Zenit San Pietroburgo      | Spartak Mosca         | CSKA Mosca             | Roman Pavljučenko (Spartak Mosca) Roman Adamov (FK Mosca) (14 gol) |
| 2008      | Rubin                      | CSKA Mosca            | Dinamo Mosca           | Vágner Love (CSKA Mosca, 20 gol)                                   |
| 2009      | Rubin (2)                  | Spartak Mosca         | Zenit San Pietroburgo  | Welliton (Spartak Mosca, 21 gol)                                   |
| 2010      | Zenit San Pietroburgo (2)  | CSKA Mosca            | Rubin                  | Welliton (Spartak Mosca, 19 gol)                                   |
| 2011-2012 | Zenit San Pietroburgo (3)  | Spartak Mosca         | CSKA Mosca             | Seydou Doumbia (CSKA Mosca, 28 gol)                                |
| 2012-2013 | CSKA Mosca (4)             | Zenit San Pietroburgo | Anži                   | Wanderson (Krasnodar) Yura Movsisyan (Spartak Mosca) (13 gol)      |
| 2013-2014 | CSKA Mosca (5)             | Zenit San Pietroburgo | Lokomotiv Mosca        | Seydou Doumbia (CSKA Mosca, 18 gol)                                |
| 2014-2015 | Zenit San Pietroburgo (4)  | CSKA Mosca            | Krasnodar              | Hulk (Zenit San Pietroburgo, 15 gol)                               |
| 2015-2016 | CSKA Mosca (6)             | Rostov                | Zenit San Pietroburgo  | Fëdor Smolov (Krasnodar, 20 gol)                                   |
| 2016-2017 | Spartak Mosca (10)         | CSKA Mosca            | Zenit San Pietroburgo  | Fëdor Smolov (Krasnodar, 18 gol)                                   |
| 2017-2018 | Lokomotiv Mosca (3)        | CSKA Mosca            | Spartak Mosca          | Quincy Promes (Spartak Mosca, 15 gol)                              |
| 2018-2019 | Zenit San Pietroburgo (5)  | Lokomotiv Mosca       | Krasnodar              | Fëdor Čalov (CSKA Mosca, 15 gol)                                   |
| 2019-2020 | Zenit San Pietroburgo (6)  | Lokomotiv Mosca       | Krasnodar              | Sardar Azmoun (Zenit San Pietroburgo, 17 gol)                      |
| 2020-2021 | Zenit San Pietroburgo (7)  | Spartak Mosca         | Lokomotiv Mosca        | Artëm Dzjuba (Zenit San Pietroburgo, 20)                           |
| 2021-2022 | Zenit San Pietroburgo (8)  | Soči                  | Dinamo Mosca           | Gamid Agalarov (Ufa, 19)                                           |
| 2022-2023 | Zenit San Pietroburgo (9)  | CSKA Mosca            | Spartak Mosca          | Malcom (Zenit, 23)                                                 |
| 2023-2024 | Zenit San Pietroburgo (10) | Krasnodar             | Dinamo Mosca           | Mateo Cassierra (Zenit, 21)                                        |

## Statistiche

### Titoli per squadra
| Club                  | Titoli | Anno                                                                                               |
| --------------------- | ------ | -------------------------------------------------------------------------------------------------- |
| Spartak Mosca         | 10     | 1992, 1993, 1994, 1996, 1997, 1998, 1999, 2000, 2001, 2016-2017                                    |
| Zenit San Pietroburgo | 10     | 2007, 2010, 2011-2012, 2014-2015, 2018-2019, 2019-2020, 2020-2021, 2021-2022, 2022-2023, 2023-2024 |
| CSKA Mosca            | 6      | 2003, 2005, 2006, 2012-2013, 2013-2014, 2015-2016                                                  |
| Lokomotiv Mosca       | 3      | 2002, 2004, 2017-2018                                                                              |
| Rubin                 | 2      | 2008, 2009                                                                                         |
| Alanija Vladikavkaz   | 1      | 1995                                                                                               |

### Titoli per città
| Città           | Titoli | Squadre vincenti                                        |
| --------------- | ------ | ------------------------------------------------------- |
| Mosca           | 19     | Spartak Mosca (10), CSKA Mosca (6), Lokomotiv Mosca (3) |
| San Pietroburgo | 10     | Zenit San Pietroburgo (10)                              |
| Kazan'          | 2      | Rubin (2)                                               |
| Vladikavkaz     | 1      | Alanija Vladikavkaz (1)                                 |